# Пограничные войска ГДР
Пограничные войска Германской Демократической Республики (нем. Grenztruppen der DDR) — вид войск Национальной Народной Армии, предназначенный для обеспечения территориальной целостности и охраны сухопутной и морской государственной границы ГДР.
Пограничные войска ГДР были основными силами, охранявшими Берлинскую стену и Внутреннюю германскую границу - международные границы ГДР между Западным Берлином и Западной Германией соответственно. С 1961 года войска подчинялись Министерству национальной обороны (MfNV), а до 1971 года, когда они перешли в прямое подчинение MfNV, являлись служебным подразделением Национальной народной армии. На пике своего развития Пограничные войска насчитывали около 47 000 военнослужащих, состоящих из добровольцев и призывников. Это были третьи по величине пограничные войска среди стран Варшавского договора после Пограничных войск СССР и Войск по охране границы Польши.
Основная роль заключалась в предотвращении Бегства из Республики, нелегальной миграции из ГДР, и они были однозначно ответственны за гибель многих людей у Берлинской стены.

## Структура
- Пограничное командование «Север» (Grenzkommando Nord)
  - 6-й пограничный полк имени Ханса Кольвица (Grenzregiment GR-6 «Hans Kollwitz») (Шёнберг)
  - 8-й пограничный полк имени Роберта Абсхагена (Grenzregiment GR-8 «Robert Abshagen») (Грабов)
  - 20-й пограничный полк имени Мартина Швантеса (Grenzregiment GR-20 «Martin Schwantes») (Бланкенбург)
  - 23-й пограничный полк имени Вильгельма Баника (Grenzregiment GR-23 «Wilhelm Bahnik») (Гарделеген)
  - 24-й пограничный полк имени Фрица Хеккерта (Grenzregiment GR-24 «Fritz Heckert») (Зальцведель)
  - 25-й пограничный полк имени Найдхардта фон Гнайзенау (Grenzregiment GR-25 «Neidhardt von Gneisenau») (Ошерслебен)
  - 5-й учебный пограничный полк (Grenzausbildungsregiment GAR-5) (Перлеберг)
  - 7-й учебный пограничный полк (Grenzausbildungsregiment GAR-7) (Хальберштадт)
- Пограничное командование «Центр» (Grenzkommando Mitte)
  - 33-й пограничный полк имени Генриха Дорренбаха (Grenzregiment GR-33 «Heinrich Dorrenbach») (Трептов)
  - 34-й пограничный полк имени Ханно Гюнтера (Grenzregiment GR-34 «Hanno Günther») (Гросс-Гляйнике)
  - 35-й пограничный полк имени Николая Берзарина (Grenzregiment GR-35 «Nikolai Bersarin») (Руммельсбург)
  - 38-й пограничный полк имени Клары Цеткин (Grenzregiment GR-38 «Clara Zetkin») (Хеннигсдорф)
  - 42-й пограничный полк имени Фрица Перлица (Grenzregiment GR-42 «Fritz Perlitz») (Бланкефельде)
  - 44-й пограничный полк имени Вальтера Юнкера (Grenzregiment GR-44 «Walter Junker») (Потсдам)
  - 39-й учебный пограничный полк (Grenzausbildungsregiment GAR-39) (Берлин-Рансдорф)
  - 40-й учебный пограничный полк (Grenzausbildungsregiment GAR-40) (Ораниенбург)
  - 26-й артиллерийский полк (Artillerieregiment AR-26) (Берлин-Йоханнисталь)
  - 26-й отдельный реактивный дивизион (Selbstständige Geschosswerferabteilung sGeWA-26) (Шилдов)
  - 26-й батальон связи (Nachrichtenbataillon NB-26) (Кляйнмахнов)
- Пограничное командование «Юг» (Grenzkommando Süd)
  - 1-й пограничный полк имени Ойгена Лефине (Grenzregiment GR-1 «Eugen Levine») (Мюльхаузен)
  - 3-й пограничный полк имени Флориана Гайера (Grenzregiment GR-3 «Florian Geyer») (Дернбах)
  - 4-й пограничный полк имени Вилли Гебхардта (Grenzregiment GR-4 «Willy Gebhardt») (Хайлигенштадт)
  - 9-й пограничный полк имени Конрада Бленкле (Grenzregiment GR-9 «Konrad Blenkle») (Гильдбургхаузен)
  - 10-й пограничный полк имени Эрнста Грубе (Grenzregiment GR-10 «Ernst Grube») (Плауэн)
  - 15-й пограничный полк имени Херберта Варнке (Grenzregiment GR-15 «Herbert Warnke») (Зоннеберг)
  - 11-й учебный пограничный полк (Grenzausbildungsregiment GAR-11) (Айзенах);
  - 12-й учебный пограничный полк (Grenzausbildungsregiment GAR-12) (Рудольштадт)
- 6-я пограничная береговая бригада (6. Grenzbrigade Küste), была вооружены минными тральщиками проекта 89.1, до 1968—1971 гг. — противолодочными корветами
- Пограничная бригада у границы с Польшей (Grenzbrigade zur VR Polen), до 1986 года — Командование пограничного участка у границы с Польшей (Grenzabschnittskommando VR Polen), штаб в Франкфурте-на-Одере;
- Пограничная бригада у границы с Чехословакией (Grenzbrigade zur ČSSR), до 1986 года — Командование пограничного участка у границы с Чехословакии (Grenzabschnittskommando ČSSR), штаб в Пирне[4].
- 16-я вертолётная эскадрилья имени Альберта Кунца (Hubschrauberstaffel 16 «Albert Kuntz») (Зальцведель)
- Унтер-офицерская школа пограничных войск (Unteroffiziersschule der Grenztruppen) в Перлеберге;
- Школа прапорщиков пограничных войск (Fähnrich- und Grenzaufklärerschule der Grenztruppen) в Нордхаузене.

Пограничные командования
Каждое пограничное командование состояло из:
- шести пограничных полков;
- двух пограничных учебных полков;
- одного артиллерийского полка;
- одного отдельного реактивного дивизиона;
- одного батальона связи;

Пограничные полки
Каждый пограничный полк состоял из:
- трёх пограничных батальонов (Grenzbataillon);
- одной артиллерийской батареи (Artilleriebatterie);
- одного-двух взводов охраны пограничных пунктов;
- а также одной роты связи (Nachrichtenkompanie), одной ремонтной роты (Instandsetzungskompanie), одной инженерной роты (Pionierkompanie), одного медицинского пункта (Medizinischer Stützpunkt), одной транспортной роты (Transportkompanie). .

Береговая пограничная бригада
Береговая пограничная бригада состоит из:
- трёх пограничных батальонов;
- одной пограничной роты бригадного подчинения;
- одного учебного пограничного батальона (Grenzausbildungsbataillon 5);
- трёх дивизионов пограничных кораблей (Grenzschiffabteilung);
- 6-й роты охраны (Grenzsicherungskompanie 6);
- а также 6-й пограничной ремонтной роты (Grenzinstandsetzungskompanie 6), 6-й разведывательной группы (Grenzauswerte- Rechen u. Informationsgruppe 6), 6-й роты связи (Grenznachrichtenkompanie 6), 6 инженерного взвода (Pionierzug).